# Sergio Zevallos
Sergio Zevallos (Lima, 1962) es un artista visual y fotógrafo peruano. Formó parte del Grupo Chaclacayo (1982-1994), pionero de la performance en el Perú. 

## Biografía
Estudió en la Gran Unidad Escolar Melitón Carbajal. En 1980, estudió pintura y escultura en la Escuela de Artes Plásticas de la Pontificia Universidad Católica del Perú. Allí conoce a Helmut J. Psotta y Raúl Avellaneda, con quienes formará el Grupo Chaclacayo. Desde 1989 radica en Alemania hasta la fecha. 

## Obras
En sus obras explora temas vinculados a la identidad transcultural, el género y las tensiones en las relaciones entre el poder y el individuo o la intimidad y la vida pública.

### Grupo Chaclacayo
Durante su etapa en el Grupo Chaclacayo, elaboró diversas obras de dibujos, collages videos, fotografías, etc, y exploró las temáticas de la iconografía religiosa popular, la figura patriarcal del militar, la miseria y lo obsceno en el contexto del conflicto armado interno. El investigador Mijail Mitrovic. Entre sus obras de dicho periodo se encuentran: Estampas (1982), Suburbios (1983), Rosa Cordis (1986), Variaciones sobre altares católicos barrocos (1985), Grafitos (1985-1986).

## Exposiciones individuales
- 1982: Universidad Católica, Lima. Happening Procesión[4]
- 1984: Museo de Arte de Lima, Perú...un Sueño. Grupo Chaclacayo. [8]
- 2013: Museo de Arte de Lima Mali y Centro Cultural de España, Lima.  Un cuerpo ambulante. Sergio Zevallos en el Grupo Chaclacayo (1982-1994)[9][10]
- 2013: Museo Universitario Arte Contemporáneo MUAC, México DF. Pulso Alterado. [11]
- 2013: Museo de Arte Contemporáneo MAC, Lima. Callejón Oscuro.[12]
- 2022: Museo de Arte de San Marcos, Lima. Una Máquina de Guerra.[13]
- 2023: Haus der Kulturen der Welt, Berlín. Ejercicios de transformación. [14]